# Li Yaguang
Li Yaguang (李亞光S, Lǐ YàguāngP; Zhenjiang, 8 giugno 1958) è un ex cestista e allenatore di pallacanestro cinese.

## Carriera
Con la Cina ha disputato due edizioni dei Giochi olimpici (1984, 1988) e due dei Campionati del mondo (1982, 1986).
Da allenatore ha guidato la Cina ai Giochi olimpici di Barcellona 1992.